# Gregorio Toledo
José Gregorio Toledo Pérez (Villa de Mazo, La Palma, 12 de marzo de 1906 - Madrid, 2 de noviembre de 1980) fue un pintor español.

## Biografía y carrera artística
Gregorio Toledo nace en Villa de Mazo, localidad de la isla atlántica de La Palma. Sus padres poseen algunas tierras que trabajaban en familia y un pequeño comercio. Tras cursar estudios primarios y secundarios en el Instituto de Enseñanza Media y en la Escuela de Artes y Oficios de Santa Cruz de La Palma, en 1924, con apenas 18 años, se traslada a Madrid e ingresa en la Escuela Superior de Bellas Artes de San Fernando. En 1927, el Cabildo Insular de La Palma le concede una bolsa de estudios gracias a la cual pudo proseguir su formación en Madrid.
Su carrera artística se desarrolla principalmente en Madrid, donde reside a partir de 1924, a excepción de algunos breves periodos en Barcelona y Toledo. La pintura de su etapa de juventud se adscribe a la Nueva objetividad a la que Juan Antonio Gaya Nuño denomina realismo atenuado, consecuencia en España de la vanguardia anunciada por el fenomenólogo y crítico alemán Franz Roh en su obra realismo mágico que, traducida y publicada por José Ortega y Gasset en su Revista de Occidente en 1925, tuvo considerable repercusión en los ambientes artísticos de la época. A partir de los años 40, la pintura de Gregorio Toledo irá evolucionando hacia una estilística que lo separa tanto de las vanguardias como de cualquier interpretación convencional y académica impuesta desde fuera. Su pintura inicia en este periodo una búsqueda de la depuración de valores propios dentro de la tradición clásica, caracterizada por un acentuado lirismo que se expresa con sobriedad en una paleta de soberbio colorista. Enrique Lafuente Ferrari distingue tres géneros en su obra, que se centran gustosamente en su pintura: el retrato, la naturaleza muerta, y la creación libre de figuras, con un asunto muy leve.
El mundo de Gregorio Toledo entre 1924 y 1937 está conformado fundamentalmente por el estudio en la Escuela de Bellas Artes de San Fernando y el descubrimiento de la gran ciudad y sus círculos culturales. Su obra pictórica de estos años da testimonio de su estrecha relación con destacados intelectuales de la época. Se conoce de este periodo un retrato de Luis Jiménez de Asúa, actualmente en paradero desconocido, pero que se conoce por un libro: Juventud, conferencia de Luis Jiménez de Asúa y réplica de José López-Rey, así como un estudio a sanguina y dos retratos del filólogo Joaquín de Entrambasaguas. En esta misma etapa pinta en Madrid al arabista e historiador Jaime Oliver Asín, y conoce al poeta Federico García Lorca, al que pinta en diciembre de 1931 vistiendo un kimono amarillo y con una gran carta marina al fondo titulada Mareoceanum, en la que se observa el sur de la península, Canarias y la mítica Atlántida. Cabe destacar su relación en esta época con la filósofa María Zambrano, a la que hizo, asimismo, dos retratos, hoy desaparecidos, pero de los que se tiene noticia por una fotografía del etnógrafo José Pérez Vidal en el estudio madrileño de Toledo y por otra en la que el pintor aparece concluyendo uno de los óleos. En la Fundación María Zambrano (Vélez-Málaga) se conserva un apunte a lápiz en el que cabe suponer se basó para desarrollar ambos trabajos.
Terminada la beca del Cabildo Insular de La Palma, en 1928 se incorpora como «pintor de figura sobre vidrio» en el taller de vidrieras Casa Maumejean, donde tendrá ocasión de participar -bajo la dirección de Francisco Murillo Herrera como restaurador jefe- en la restauración de las vidrieras de la catedral de Sevilla encargada a Maumejean en 1929, trabajando Gregorio Toledo en las de la Anunciación, según refiere María Zambrano en uno de sus escritos.En 1932, abandona Maumejean con las mejores recomendaciones, y, decidido a dedicarse plenamente a la pintura, se traslada  a Barcelona donde surge la posibilidad de trabajar en exclusiva para un marchante originario de Amberes. 
En 1933 la crisis económica, consecuencia de la financiera de 1929, empieza a sentirse fuertemente en España y Gregorio Toledo debe buscar ingresos suplementarios, por lo que decide presentarse a las oposiciones a cátedras de instituto ganando la de Dibujo del Instituto Ausiàs March de Barcelona. Allí le sorprenderá la sublevación de julio de 1936, cuando poco antes obras suyas han sido seleccionadas para concurrir a la Exposición Nacional de Bellas Artes y al pabellón de España en la Bienal de Venecia.
En 1937 se casa con Helia Escuder Alarcón, alumna de la Escuela de Bellas Artes de San Fernando, a la que había conocido durante un breve regreso al centro con motivo de cursar algunas asignaturas necesarias para concurrir a las oposiciones de 1933. Ese mismo año su quinta fue movilizada y se incorpora al Ejército de la República, adscrito a la brigada obrera y topográfica, en la que permanecerá hasta 1939. De esta época solo se conservan dos obras: un retrato de su hijo, José María, nacido en diciembre de 1937, y otro del pintor Pedro Bueno.
Al finalizar la Guerra Civil de España regresa con su familia a Madrid, y por intermediación de Joaquín de Entrambasaguas conoce al marqués de Lozoya, director general de Bellas Artes, que le encomienda la restauración de las vidrieras de la catedral de Toledo, dañadas durante el asedio al Alcázar de Toledo. Sin embargo, el proyecto termina frustrándose por la escasez de materias primas y otras penurias derivadas de las circunstancias de posguerra.
Tras dificultades vitales de todo tipo, que le obligan a refugiarse con su familia en su isla natal, en junio de 1942 obtiene la beca Conde de Cartagena de la Real Academia de Bellas Artes de San Fernando, así como el diploma de honor en la Exposición Nacional de Bellas Artes, y el primer premio en el Salón de Otoño de Madrid.
En 1943, recibe la segunda medalla en la Exposición Nacional de Bellas Artes, y participa, con una obra que aun puede contarse entre las mejores  de sus  pinturas, en la Exposición de Autorretratos de Pintores del Museo de Arte Moderno de Madrid.
En 1945 realiza su primera exposición individual en la Sala Macarrón de Madrid y ese mismo año obtiene, con su obra La visita, la primera medalla en la Exposición Nacional de Bellas Artes, de la que puede decirse que integra una doble armonía: la de la propia composición y la propia del color.
Gregorio Toledo fue además un consumado intérprete a la guitarra clásica, vocación que compaginó con la pintura a lo largo de toda su vida.

## Actividad docente
Su dilatada actividad como catedrático se inicia en 1944 cuando gana, por oposición, la cátedra de Estudios Preparatorios de Colorido de la Escuela de Bellas Artes de Santa Isabel de Hungría de Sevilla, que no llegaría a ocupar, siendo designado en 1948 para desempeñar la cátedra de Dibujo del Natural en Movimiento en la Escuela de Bellas Artes de San Fernando de Madrid, vacante por ausencia de su titular Fernando Labrada, nombrado Director de la Academia de España en Roma. En 1954, gana por concurso-oposición la cátedra de Colorido y Composición en la Escuela de Bellas Artes de San Fernando, que desempeñaría hasta su jubilación en 1976.

## Homenajes y publicaciones
Su trayectoria ha sido reconocida por el ayuntamiento de Villa de Mazo en varias ocasiones, nombrándolo Hijo Predilecto en 1954 y rindiéndole público homenaje en agosto del mismo año.
Tras su fallecimiento en 1980 el Cabildo Insular de La Palma patrocinó, con el apoyo del Ministerio de Cultura de España, la publicación de un libro monográfico de su obra que vería la luz al año siguiente.
En 1984 el Ayuntamiento de Villa de Mazo adquiere su obra Vistiendo el maniquí para su salón de plenos y, en 1989, la corporación decide dedicarle el Aula de Cultura, celebrándose con tal motivo una exposición de 12 obras suyas entre el 25 de mayo y el 4 de junio de 1989. 
El 15 de enero de 1992 un acuerdo plenario del ayuntamiento de su villa natal decide la colocación de una placa conmemorativa en la fachada de las Casas Consistoriales y dar el nombre del pintor a la plaza del lugar conocido como El Morro. De igual modo, el Ayuntamiento de Santa Cruz de La Palma le dedica otra plaza en la urbanización Benahoare de la capital insular.
En diciembre de 2000 el Cabildo Insular de La Palma organiza una exposición antológica dedicada a su obra en el Museo Insular, antiguo Convento de San Francisco en Santa Cruz de La Palma.
En 2002 el Museo Casa de Colón (Las Palmas de Gran Canaria) adquiere el retrato de Carlota Rosales, hija del pintor Eduardo Rosales, obra clave en la producción del artista. 

## Becas y premios
- 1927	- Beca de estudios del Cabildo Insular de La Palma

- 1942  - Beca “Conde de Cartagena” para ampliar estudios en el extranjero

- 1942  - Diploma en la Exposición Nacional de Barcelona

- 1942 - Primer Premio en el Salón de Otoño de Madrid

- 1943 - Segunda Medalla en la Exposición Nacional de Bellas Artes de Madrid

- 1944 - Premio de Honor en la Exposición Nacional de Barcelona

- 1944 - Segundo Premio en la Exposición Provincial de Salamanca

- 1945 - Primera Medalla en la Exposición Nacional de Bellas Artes de Madrid

- 1945 - Socio de Honor del Círculo de Bellas Artes de Madrid

- 1949 - Premio “Valdés Leal” en la Exposición de Bellas Artes de Sevilla

- 1952 - Primer Premio en la Exposición Concurso de la Casa de la Moneda

- 1954 - Hijo Predilecto de Villa de Mazo en la Isla de La Palma

- 1958 - Premio del Excmo. Ayuntamiento de Sevilla en el Salón de Otoño

- 1960 - Premio Mancomunidad de Cabildos de Tenerife en la Exposición Nacional de Bellas Artes de Madrid

- 1962 - Medalla de Oro del Círculo de Bellas Artes en la Exposición Nacional de Bellas Artes de Madrid

## Obras en museos y colecciones
- Casa de Colón (Las Palmas de Gran Canaria).
- Casa Museo Federico García Lorca, Huerta de San Vicente, Granada.
- Castillo de San Servando, Toledo (murales).
- Consejo de Estado (España), Madrid.
- Círculo de Bellas Artes, Madrid.
- Excma. Diputación de Sevilla.
- Excmo. Ayto. de Villa de Mazo, Isla de La Palma.
- Excmo. Ayto. de Sevilla.
- Excmo. Cabildo Insular de La Palma.
- Excmo. Cabildo Insular de Tenerife.
- Fábrica Nacional de Moneda y Timbre - Real Casa de la Moneda, Madrid.
- Facultad de Ciencias Geológicas, Universidad Complutense, Madrid.
- Fundación Estudio, Colegio Estudio, Madrid.
- Fundación María Zambrano. Vélez-Málaga, Málaga.
- Fundación Ramón Areces, Madrid.
- Instituto Ramiro de Maeztu, Madrid.
- Ministerio de Asuntos Exteriores, Madrid.
- Ministerio de Educación y Cultura, Madrid.
- Ministerio de Industria, Madrid.
- Monasterio del Valle de los Caídos, Madrid (murales).
- Museo Casa Roja, Villa de Mazo, La Palma.
- Museo Insular, Santa Cruz de La Palma.
- Museo Nacional Centro de Arte Reina Sofía, Madrid.
- Museu Nacional d'Art de Catalunya, MNAC, Barcelona.
- Museo de Jaén, Jaén.
- Parador de Turismo de La Palma, Breña Baja, La Palma.
- Real Academia de Bellas Artes de San Fernando, Madrid.

## Exposiciones
Exposiciones individuales
1945: Sala Macarrón, Madrid.
1948: Sala Gaspar, Barcelona*.	
1950: Sala de exposiciones del Ayuntamiento de Girona, octubre-noviembre, Girona*.
1958: Instituto de Cultura Hispánica, Madrid*. 
1989: “Homenaje al pintor Gregorio Toledo”, Patronato de Cultura de Villa de Mazo, La Palma**.
2000: "Gregorio Toledo (1906-1980) Exposición Antológica", diciembre de 2000-enero de 2001, Museo Insular, Santa Cruz de la Palma**.   
Exposiciones colectivas
1928: VIII Salón de Otoño, Madrid**.
1934: Nacional de Bellas Artes, Madrid*.
1935: Salón de Primavera, Barcelona.
1936: Nacional de Bellas Artes, Madrid*. XX Esposizione Biennale Internazionale d’Arte di Venezia, Mostra Espagnola, Venecia*.
1940: Nacional de Bellas Artes, Sevilla*.
1941: Nacional de Bellas Artes, Madrid*.
1942: Ausstellung Spanischer Kunst der Gegenwart. Veranstaltet vom Ibero-Amerikanischen Institut, der Deutch-Spanischen Gesellschaft und der Preusischen Akademie der Künste, itinerante: marzo-abril/Berlín-Múnich*. Nacional de Bellas Artes, Barcelona*. XXIII Esposizione Biennale Internazionale d’Arte di Venezia, Pabellón Español, Venecia*.
1943: “Autorretratos”, Museo Nacional de Arte Moderno, Madrid*. Exposiçâo de Pintura e Escultura Españolas (1900-1943), Sâla o da Sociedade Nacional de Bellas Artes, Lisboa - Decembro, Museu Nacional de Soares dos Reis, Pôrto*. “Artistas de la Provincia de Tenerife, Islas Canarias, “Pintura, Escultura y Dibujo”, Museo Nacional de Arte Moderno, Madrid*. Nacional de Bellas Artes, Madrid*.
1944: Nacional de Bellas Artes, Museo Nacional de Arte Moderno, Barcelona*. “I Exposición Española de Pintura y Escultura”, Casino de Salamanca, Salamanca*.
1945: “Floreros y Bodegones de Artistas Españoles Contemporáneos”, Museo Nacional de Arte Moderno, Madrid*. Nacional de Bellas Artes, Madrid*. 
1946: Pintura y Escultura de artistas laureados con Medalla de Oro, Círculo de Bellas Artes, Madrid*. Pintura y Escultura de los artistas laureados con 1.ª Medalla del Círculo de Bellas Artes, Sala Goya, Madrid*. XX Salón de Otoño, Madrid*.
1947: “Arte Contemporáneo Español”, Pintura y Escultura, Buenos Aires–Río de Janeiro. Itinerante**.
1948: “Retratos de Artistas”(Pintura y Escultura), Círculo de Bellas Artes, Madrid. Pintura, Escultura y Grabado de Artistas Laureados con Medalla de Oro, Círculo de Bellas Artes, Madrid*. Nacional de Bellas Artes, Madrid**.
1950: “Exposition d’Art Espagnol”. Organizada  por la Dirección General de Relaciones Culturales, itinerante: A l’Atelier, Alexandrie–El Cairo*. Exposición de Bellas Artes de Sevilla, Sevilla**. Nacional de Bellas Artes, Madrid**. XXV Esposizione Biennale Internazionale d’Arte di Venezia, Pabellón Español, Venecia**.
1951: Primera Bienal Hispano-Americana de Arte, Madrid**. 
1952: Nacional de Bellas Artes, Madrid**. XXVI Esposizione Biennale Internazionale d’Arte di Venezia, Pabellón Español, Venecia**.
1958: Séptima Exposición de Otoño, Academia de Bellas Artes de Santa Isabel de Hungría, Sevilla**.
1960: Nacional de Bellas Artes, Madrid.*
1962: Nacional de Bellas Artes, Madrid*.
1963: Homenaje a Canarias”, Museo Municipal, Madrid*. 
1964: Nacional de Bellas Artes, Madrid**. “XXV Años de Arte Español”, octubre-noviembre, Palacio de Exposiciones del Retiro, Madrid**.
1965: Pintura y Escultura de los artistas galardonados con 1.ª medalla en las Exposiciones Nacionales”, Sala Goya, Círculo de Bellas Artes, Madrid**.
1971: “Pintura, Escultura y Dibujo de los Artistas Socios de Honor del Círculo de Bellas Artes", Sala Goya, Círculo de Bellas Artes, Madrid**.
1974: "Homenaje a Juan Esplandiú”, Sala Goya, Círculo de Bellas Artes", Madrid**.
1980: “Centenario del Círculo de Bellas Artes. Exposición Extraordinaria” (1880-1980), Círculo de Bellas Artes", Madrid**. “Fondos de Pintura de la Real Academia de Bellas Artes de San Fernando, Círculo de Bellas Artes, Madrid**.  
1995: “Ángeles y Arcángeles”, Cinco siglos de Arte en La Palma, Casa Massieu van Dalle, Los Llanos de Aridane, La Palma. “Maestros de la Pintura Canaria”, Instituto de Estudios Hispánicos de Canarias, Puerto de la Cruz, Tenerife**.
2002: "Rostros de la Isla, El arte del retrato en Canarias" (1700-2000) itinerante: Casa de Colón, Las Palmas de Gran Canaria - IES de Canarias Cabrera Pinto, San Cristóbal de La Laguna, Tenerife**. 
2005: "Frutos de la Tierra, La naturaleza muerta en la Pintura Canaria" (1855-2005), Casa de Colón, Las Palmas de Gran Canaria**. 
```
(*) Se publicó un catálogo con relación de las obras expuestas (**) Se publicó un catálogo con reproducciones de las obras expuestas.
```